# Lacinipolia indistincta
Lacinipolia indistincta là một loài bướm đêm trong họ Noctuidae.